# Leon Tol
Leon Tol (Volendam, 14 januari 1987) is een Nederlands voetballer. De centrumverdediger stond tot 2014 onder contract bij FC Volendam, waarna hij bij Rijnsburgse Boys ging voetballen. In 2016 keerde hij terug bij RKAV Volendam.